# 韋利科耶湖 (涅克拉索夫斯科耶區)
57°47′57″N 40°29′35″E / 57.799073°N 40.492987°E
韋利科耶湖（俄语：Великое），是俄羅斯的湖泊，位於該國西部雅羅斯拉夫爾州，由涅克拉索夫斯科耶區負責管轄，長2.5公里、寬1.3公里，面積1.56平方公里，海拔高度79米，集水區面積90.7平方公里。